# Shinjia orientalis
Shinjia orientalis är en insektsart. Shinjia orientalis ingår i släktet Shinjia och familjen långrörsbladlöss. Inga underarter finns listade i Catalogue of Life.